# Raffaele Palladino
Raffaele Palladino (Mugnano di Napoli, 1984. április 17.) olasz válogatott labdarúgó, edző.
2007 és 2009 között három alkalommal szerepelt az olasz válogatottban.

## Külső hivatkozások
- Raffaele Palladino adatlapja a Transfermarkt oldalon (angolul)